# San Salvatore de Inversis

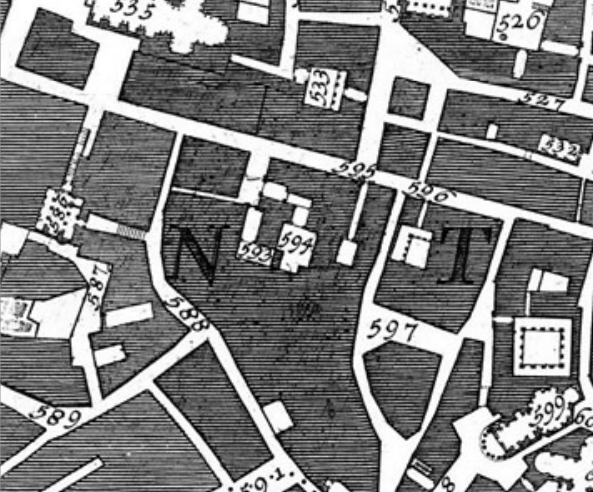
Mapa de Nolli (1748) mostrando a posição do Palazzo Del Drago (nº 594). A igreja foi incorporada nesta estrutura.

San Salvatore de Inversis, conhecida também como San Salvatore de' Ramberti e San Salvatore ai Coronari, era uma igreja de Roma que ficava localizada na Via dei Coronari, no rione Ponte. Era dedicada a Jesus sob o título de "Salvador". Os epítetos "Inversis" e "Ramberti" são referências a duas famílias nobres romanas que viviam na região.

## História
Esta igreja foi provavelmente construída no século XII. A primeira menção confirmada à sua existência foi numa bula promulgada pelo papa Alexandre III em 1177. Ela foi mencionada numa outra bula, de 1186, publicada pelo papa Urbano III entre as subsidiárias de San Lorenzo in Damaso. Em 1218, a Salvatore foi incorporada à paróquia de Santi Celso e Giuliano' juntamente com outras duas igrejas, Sant'Angelo de Miccinellis e San Pantaleo iuxta Flumen.
Além disto, esta igreja é citada no Catalogo Parigino (c. 1230) como Salvator de Nubersis, no Catalogo di Torino (c. 1320) como Ecclesia sancti Salvatoris de Impersis e no Catalogo del Signorili (c. 1425) como Sci. Salvatoris the conversis.
No final do século XVI, a nobre família Del Drago, de Viterbo, se estabeleceu em Roma e adquiriu alguns edifícios na Via Recta (moderna Via dei Coronari) para consruir um palácio. A igreja de San Salvatore foi, desta forma, incorporada ao novo Palazzo Del Drago. Em 1681, a igreja foi restaurada sob o patrocínio do cardeal Mario del Drago e se tornou uma capela privada.